# Rożniatów-Kolonia
Rożniatów-Kolonia (do 2008 Rożniatów) – wieś w Polsce położona w województwie łódzkim, w powiecie poddębickim, w gminie Uniejów.
W latach 1975–1998 miejscowość należała administracyjnie do województwa konińskiego.